# Rotnasen-Grüntaube

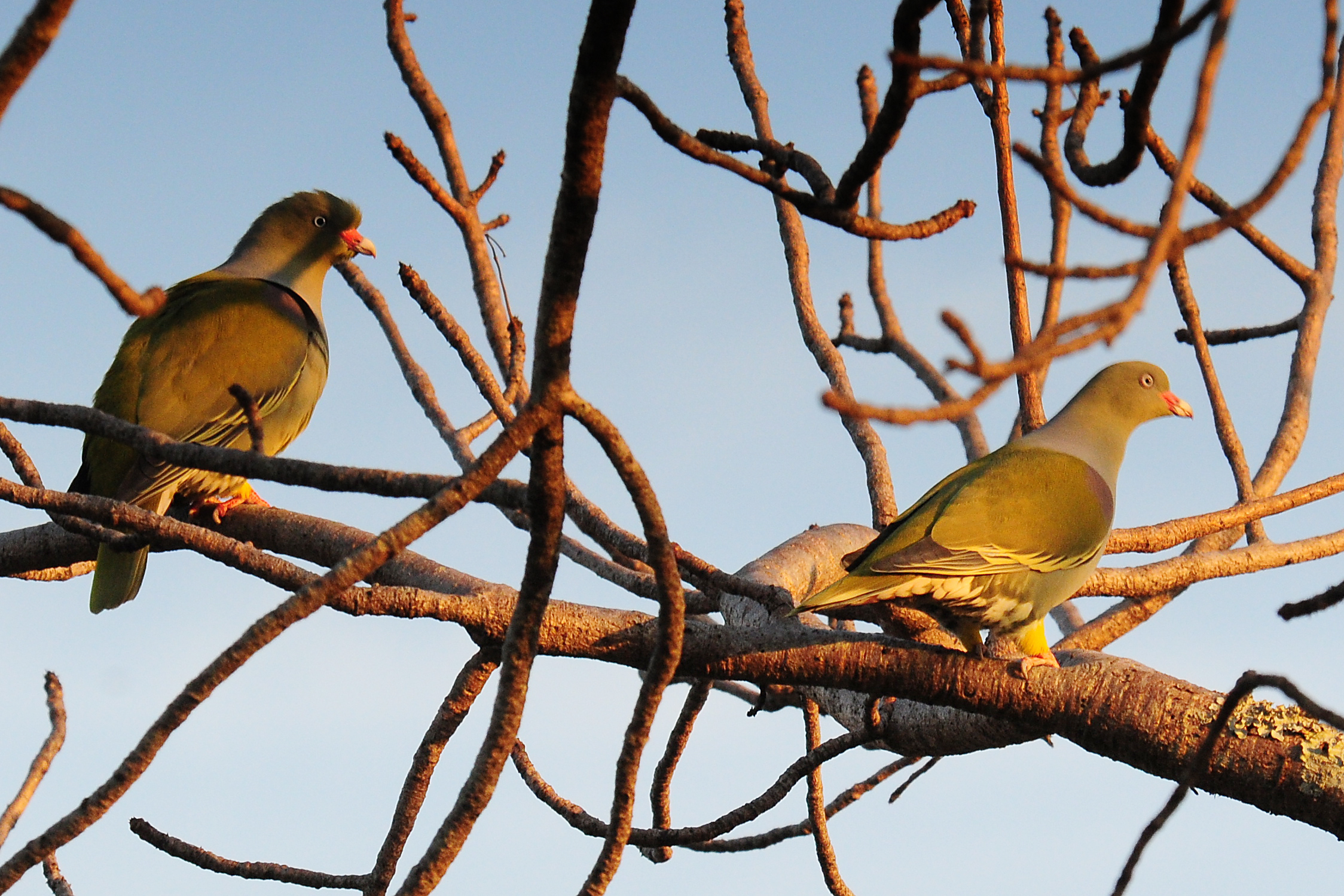
Zwei Rotnasen-Grüntauben

Die Rotnasen-Grüntaube, Nacktgesicht-Grüntaube oder Grüne Fruchttaube (Treron calvus, auch Treron calva) ist eine Art der Grüntauben aus der Familie der Taubenvögel. Sie kommt in zahlreichen Unterarten im subsaharischen Afrika vor. Anders als die meisten der Wildtauben ist sie eine baumbewohnende Art, die nur sehr selten auf den Boden kommt.

## Erscheinungsbild
Die Nominatform der Rotnasen-Grüntaube erreicht eine Körperlänge von 30 Zentimetern. Einige der insgesamt siebzehn Unterarten bleiben jedoch deutlich kleiner und erreichen gelegentlich nur eine Länge von 25 Zentimetern. Der Geschlechtsdimorphismus ist nur sehr gering ausgeprägt. Die Weibchen haben gewöhnlich etwas mattere Gefiederfarben und die Wachshaut ist kleiner als beim Männchen.
Rotnasen-Grüntauben haben ein überwiegend olivfarbenes Gefieder. Kopf, Brust und Bauch weisen gelbe Farbpartien auf. Der Mantel und der Hinterhals sind grau. Charakteristisch für Rotnasen-Grüntauben ist der auffällig rote Schnabel, der zur Spitze hin aufhellt. Auch die Füße sind rot. Die Unterarten unterscheiden sich durch die Gefieder- und Fußfarben von der Nominatform. So ist die in Sierra Leone bis Nigeria verbreitete Unterart T. c. sharpei insgesamt etwas gräulicher als die Nominatform. Die in Ostkenia und im Nordosten von Tansania vorkommende Unterart T. c. brevicera hat einen eher gelblichen Kopf und eine gelbliche Körperunterseite.

## Verbreitung, Lebensraum und Verhalten
Rotnasen-Grüntauben sind im Afrika südlich der Sahara weit verbreitet. Sie fehlen lediglich im Südwesten des afrikanischen Kontinents. Ihr Lebensraum sind unterschiedliche Waldformen. Sie besiedeln auch Waldränder und Mangrovensümpfe. Rotnasen-Grüntauben sind sehr scheue Vögel, die in kleinen Trupps in dicht belaubten Wäldern vorkommen. Sie zeigen dabei Kletterkünste, die von einigen Ornithologen mit den Kletterfähigkeiten von Papageien verglichen werden. Unter anderem sind sie in der Lage, kopfüber an den Zweigen zu hängen, um an Früchte zu gelangen. Ihr Nahrungsspektrum ist von ihrem jeweiligen Aufenthaltsort abhängig. Einen großen Anteil stellen jedoch wilde Feigen dar. Daneben fressen sie Mangrovensamen, Getreidekörner, Maulbeeren und Hirse. 
Das Gelege der Rotnasen-Grüntaube umfasst ein bis zwei Eier. Grundsätzlich weisen dabei die Gelege im Süden des Verbreitungsgebietes eher ein Ei auf, während die nördlichen Unterarten Gelege mit zwei Eiern haben. Die Brutdauer beträgt 13 bis 14 Tage. Die Jungvögel verlassen in einem Alter von zwölf bis dreizehn Tagen das Nest.